# 上海国际商品拍卖有限公司

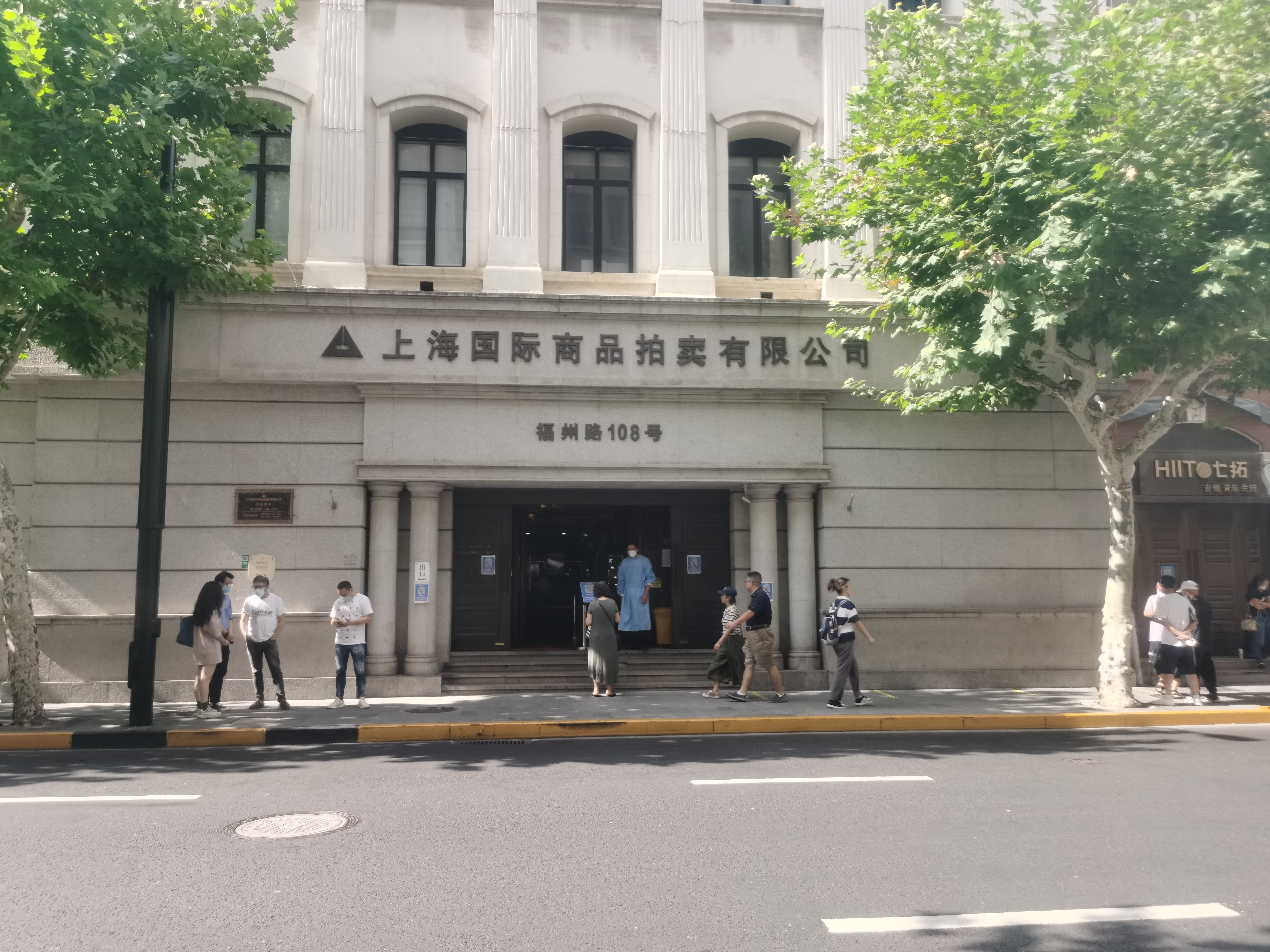
上海国拍公司位于福州路108号的总部

上海国际商品拍卖有限公司簡稱上海國拍，是中華人民共和國上海市的一家國有拍賣企業，也是該國最大的拍卖企業。上海車牌拍賣在該企業的網站上舉行。1988年4月，上海国拍公司的前身上海物资拍卖行成立。1995年更名为上海国际商品拍卖有限公司。

## 外部連結
- 官方网站